# Мансфийлд (Вашингтон)
Вижте пояснителната страница за други значения на Мансфийлд.
Мансфийлд (на английски: Mansfield) е град в окръг Дъглас, щата Вашингтон, САЩ. Мансфийлд е с население от 319 жители (2000) и обща площ от 0,8 km². Намира се на 692 m надморска височина. ЗИП кодът му е 98830, а телефонният му код е 509.